# Nairovirus
Nairovirus је род животињских вируса из фамилије Bunyaviridae, који обухвата неколико врста. Добио је назив по пустињи Најроби, где је установљен као узрочник гастроинтестиналне болести оваца и коза. Преносиоци (вектори) вируса овог рода су крпељи.

## Вирион
Вириони рода Nairovirus су сферног облика, величине од 80 до 120 nm. Омотач вируса изграђен је од гликопротеина. Унутар омотача налази се РНК, као носилац наследне информације за синтезу 4-6 протеина. Постоје 3 линеарна РНК молекула, названи према дужини L, M и S-сегмент.